# 안젤라 메이
안젤라 메이(일본어: アンジェラ 芽衣 アンジェラ めい[*], 1997년 4월 29일 ~ )는 일본의 여자 패션모델, 배우다. 키는 167cm(5 ft 6 in)에다가 몸무게는 44kg(97 lb)이다. 혈액형은 O형이다. 마치 혼혈처럼 보이지만 아빠는 일본인이시고 엄마는 스페인계 필리핀인이다. 주로 20살때 배우로 활동을 하기 시작으로써 이후 가면라이더 세이버의 신다이 레이카라는 맡게 된다. 주로 가면라이더 사벨라다. 그러나 주로 쿨하고 섹시한 연기도 그렇지만 코미디 연기도 대박이라고 한다. 본명은 야마모토 유미(일본어: 山本 結巳 やまもと ゆみ[*]/Yumi Yamamoto)라고 한다.

## 인물, 내력
- 연예계에 들어가기 전까지는 포트레이트 패션모델로 활동했다. 18살때는 '관동에서 가장 귀여운 여고생 미스콘 GP'에서 그랑프리를 획득하기도 했다. 활동 기간 동안 '동정을 죽이는 스웨터'를 입어 인지도 상승이다.
- 21살때는 "리아 디존의 재래" 또는 "흑선 재래"라는 캐치카피로 화보 등장을 한다. 8월에는 니혼TV 오늘 밤 비교해보았습니다에서 히로세 스즈가 주목하는 미녀로 안젤라가 소개되어 주목을 받았다. 22살때는 패션모델 시작도 하고 있다. 단 미국 출신이라고 한다.